# Montdurausse
Montdurausse település Franciaországban, Tarn megyében. Lakosainak száma 394 fő (2022. január 1.). Montdurausse Saint-Urcisse, La Sauzière-Saint-Jean, Monclar-de-Quercy, La Salvetat-Belmontet és Verlhac-Tescou községekkel határos.

## Népesség
A település népességének változása:
| Lakosok száma | 359  | 399  | 425  | 425  | 437  | 441  | 425  | 410  | 394  |
|               | 2013 | 2015 | 2016 | 2017 | 2018 | 2019 | 2020 | 2021 | 2022 |